# Улица Сухэ-Батора (Улан-Удэ)

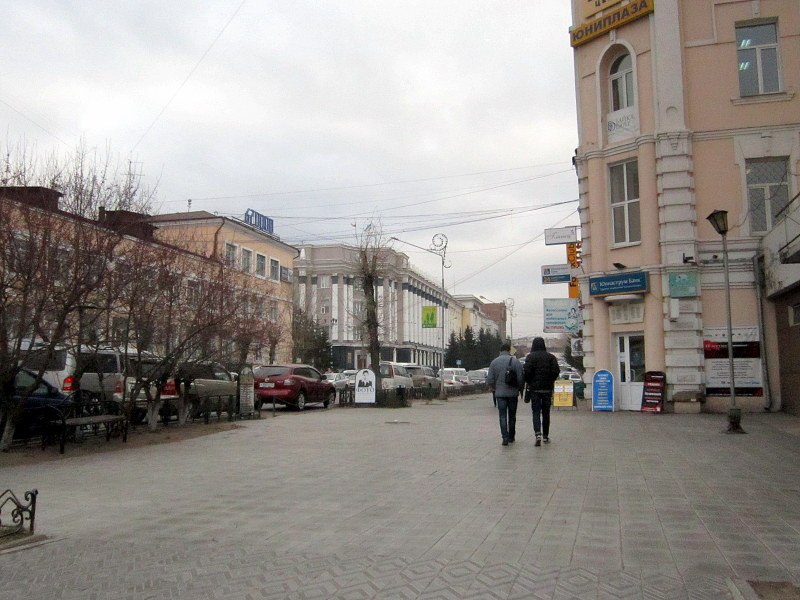
Улица Сухэ-Батора

У́лица Сухэ́-Ба́тора — одна из центральных улиц города Улан-Удэ, расположена в Советском районе. На улице Сухэ-Батора находятся Народный Хурал Республики Бурятия и Администрация Главы Бурятии. Прежние названия — Ново-Спасская улица, Рабочая улица.
Улица названа именем Дамдина Сухэ-Батора — руководителя Монгольской народной революции 1921 года.

## География улицы
Длина — 640 метров. Идёт с востока на запад от улицы Смолина до соединения улиц Коммунистической и Борсоева. В восточной части проходит по северному краю площади Советов. C юга к улице примыкают улицы Ранжурова и Ленина, на пересечении с последней, в северо-западном углу, находится указатель Нулевого километра Бурятии.

## История улицы
Примерно на месте современной школы № 2 существовало старое арестантское кладбище, на котором хоронили заключённых тюремного острога, находившегося на берегу Селенги. На кладбище была часовня во имя Воздвижения Креста. Напротив располагалось здание военной пожарной команды.
В начале XX века на Нагорной площади С. И. Розенштейн построил каменный дом в стиле модерн. Дом Самуила Иосифовича Розенштейна стал первым в Верхнеудинске трёхэтажным зданием (ул. Сухэ-Батора, 16).
4 февраля 1905 года в доме Розенштейна начал работать Восточный институт, переведённый из Владивостока в связи с русско-японской войной. 6 марта 1905 года студентам Восточного института была зачитана телеграмма исполняющего должность Приамурского генерал-губернатора генерала М. С. Андреева о прекращении занятий в Восточном институте из-за забастовки студентов.
24 июля 1909 года был освящён католический костёл. Он находился на углу улиц Ново-Спасской и Фроловской. Костёл был закрыт в 1930 году. Здание не сохранилось.
1 ноября 1920 года в доме Розенштейна начались занятия Прибайкальского Народного университета.
13 июня 1924 года Постановлением Верхнеудинского горисполкома Ново-Спасская улица была переименована в Рабочую.
7 ноября 1924 года в доме Розенштейна открылся Бурятский педагогический техникум им. В. И. Ленина (Бурпедтехникум).
Улица начала активно застраиваться после строительства в 1931 году Дома Советов на Нагорной площади. 15 апреля 1932 года в доме № 20 по улице Рабочей, напротив Дома Советов, начинаются занятия в Агропедагогическом институте. После разделения института на зооветеринарный и Учительский (педагогический) институты, последний остался в доме № 20. Здесь же работал и педагогический рабфак.
С 1 мая 1941 года по Рабочей улице проводятся демонстрации трудящихся.

## Здания
.

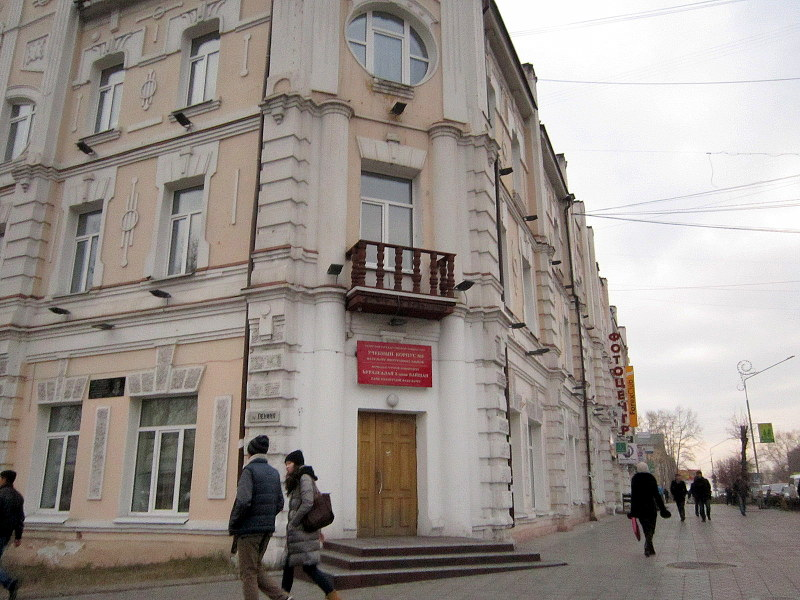
Улица Сухэ-Батора, 16. Факультет иностранных языков БГУ

- № 5 — средняя общеобразовательная школа № 2
- № 6 — юридический факультет БГУ
- № 9 — Администрация Главы Республики Бурятия (РБ), Народный Хурал РБ
- № 11 — ФСБ РБ
- № 16 — факультет иностранных языков БГУ

На улицу Сухэ-Батора выходят здания:
- Прокуратуры РБ, ул. Борсоева, 23а
- Верховного суда РБ, ул. Коммунистическая, 51
- Правительства РБ, ул. Ленина, 54
- Главпочтамт, ул. Ленина, 61

## Объекты культурного наследия

### Памятники истории
- Здание, где находился Институт восточных языков, студенты которого принимали массовое участие в политической стачке 1905 года. Здесь работал Прибайкальский Народный университет (ДВР). Ул. Сухэ-Батора, 16.
- Здание, где в годы Великой Отечественной войны размещался лечебный корпус эвакогоспиталя № 942. Ул. Сухэ-Батора, 5.
- Здание, где в годы Великой Отечественной войны размещался лечебный корпус эвакогоспиталя № 942. Ул. Сухэ-Батора, 6.

### Памятники архитектуры
- Здание обкома КПСС. Ул. Ленина, 54 /ул. Сухэ-Батора, 9. 1938—1941 годы. Архитектор В. Сидоров.

## В школе №2 учились
- Иванов, Игорь Сергеевич — Герой Советского Союза
- Москалёв, Георгий Николаевич — Герой Советского Союза
- Сенчихин, Прокофий Фёдорович — Герой Советского Союза
- Ущев, Борис Петрович — Герой Советского Союза